# Johann Georg Bergmüller
Johann Georg Bergmüller (ur. 15 kwietnia 1688 w Türkheimie, zm. 30 marca 1762 w Augsburgu) – niemiecki artysta malarz barokowy i nauczyciel, który podniósł na wysoki poziom technikę malowania fresków, ale też specjalizujący się w malarstwie olejnym. Jego najbardziej znanym dziełem były freski w katedrze augsburskiej.
Podstawy wykształcenia artystycznego uzyskał w warsztacie swego ojca w Türkheimie. W latach 1702–1708 praktykował następnie w Monachium pod kierunkiem Johanna Andreasa Wolfa. W 1711 przedsięwziął podróż do Niderlandów. W 1713 otrzymał tytuł mistrzowski i obywatelstwo miasta Augsburga, co pozwoliło mu na rozpoczęcie szybkiej kariery artystycznej i rzemieślniczej. Zaliczany był do najbardziej znanych nauczycieli malarstwa freskowego na założonej w 1710 Akademii Augsburskiej (ob. Augsburskiej Szkole Wyższej - Hochschule Augsburg). Wychował pokolenia uczniów, a w 1723 wydał popularny podręcznik Anthropometria omawiający teorię proporcji w malarstwie. W 1730 został dyrektorem akademii jako reprezentant katolików (jednym z dwóch - pozostałym był przedstawiciel ewangelików).